# Girl's High School
High School Girls (女子高生 Joshi Kōsei?) es un manga japonés de comedia escrito e ilustrado por Towa Oshima. Fue serializado en la revista Weekly Manga Action de Futabasha desde 2001, y luego por Comic High! desde 2004. Su adaptación a serie anime, conocida como Girl's High (女子高生), se estrenó el 3 de abril de 2006 y finalizó el 19 de junio de ese mismo año con 12 episodios. El anime fue producida por Genco, animada por ARMS y dirigida por Yoshitaka Fujimoto (también director de los animes Cyber Team in Akihabara y Nuku Nuku TV). La serie fue estrenada en enero de 2016 en el canal de televisión estadounidense Toku.

## Personajes

### Principales
Eriko Takahashi (高橋 絵里子 Takahashi Eriko?)
Seiyu: Hitomi Nabatame
El personaje principal de la historia. Eriko obtiene buenas calificaciones, pero es bastante torpe y nada atlética (salvo para huir de pervertidos). Ella tiende a ser la principal víctima de las acciones pervertidas (accidentales o no) de Odagiri, aunque ella utiliza esta razón para chantajear. Suele ser descrita como una cotilla. Eriko tiende a descubrir por su propio pie problemas con la gente. También es muy voluble. Le asustan las inyecciones y no sabe nadar. Suele dar mala impresión a los que no la conocen (como pasó con Yuma en secundaria y con Akari al principio de la serie). 
Yuma Suzuki (鈴木 由真 Suzuki Yuma?)
Seiyu: Masumi Asano
Es la mejor amiga de Eriko. Son amigas desde la secundaria. Las dos tuvieron un mal comienzo, ya que Yuma tuvo una mala impresión de ella; pero descubrieron que tenían intereses en común. Ella tiene una hermana menor, Momoka, con la que mantiene una relación conflictiva, aunque ambas se quieren aunque no lo admitan. Es la que tiene más mala leche del grupo, como se puede demostrar a lo largo de la serie. Tiene buenas habilidades atléticas, aunque los estudios no son su fuerte. Ella tiende a ser imprudente, y siempre dispuesta a divertirse.
Ayano Sato (佐藤 綾乃 Satō Ayano?)
Seiyu: Mamiko Noto
También es amiga de Eriko desde la secundaria y de Yuma desde la infancia. Ayano es la ingenua del grupo. Lleva gafas y el pelo en trenzas, lo que implica una personalidad inocente, aunque ella tiene una vívida imaginación, que a menudo da lugar a fantasías pervertidas. Es la única que tiene un novio estable, Takanori Shimotakatani, objeto que le sirve como víctima de supuestos ataques de envidia por parte de Yuma, Eriko y Akari.
Akari Kouda (香田 あかり Kōda Akari?)
Seiyu: Satsuki Yukino
Es muy rica y siempre viste ropa de marca. Akari aspira a convertirse en una actriz famosa, con toda su energía para ser tan escandalosa como sea posible, a fin de dejar una impresión duradera. Ella tiene la costumbre de vestir con trajes totalmente extraños para llamar la atención. Destaca por su personalidad egocéntrica y sus bromas pesadas que terminan en chistes verdes. Tiene una rival (Aunque ahora su rivalidad está casi olvidada) llamada Mari Saionji.
Kyoko Himeji (ヒメジキョコ Himeji Kyoko?)
Seiyū: Kyōko Hikami
Amiga de la infancia de Akari. Kyoko es a menudo frívola en su vida sexual, dejando que los chicos se aprovechen de ella. Es considerada una "chica fácil". Solía tener sobrepeso, pero su amor por Odagiri (Que luego desapareció al saber cómo era realmente y ahora le odia) le dieron las fuerzas para bajar de peso. Es muy protectora con Ikue, llegando a tener una conexión amorosa con ella. Tiene los senos más grandes del grupo y es la más alta de todas, aparte de que es la única que ha perdido la virginidad.
Ikue Ogawa (小川 育恵 Ogawa Ikue?)
Seiyu: Sawa Ishige
Es la mejor amiga de Kyoko. Su padre es propietario de una farmacia, de lo cual siempre se la podrá ver con medicinas. Tiene la misma apariencia y carácter que el de una niña. Es algo cabeza hueca y ama los dulces y dormir. Está muy apegada a Kyoko, llegando a tener una conexión amorosa con ella.

### Secundarios
Yuichiro "Idol" Odagiri (アイドル小田桐雄一郎 Aidoru Odagiri Yūichirō?)
Seiyu: Mitsuaki Madono
Es el profesor de ciencias que se cree muy atractivo por ser el profesor más joven de la escuela. A menudo es el blanco de las bromas de Eriko y su pandilla. Kyoko tenía un flechazo con él antes de saber quién realmente era. En realidad, no es tan inútil ni tan perverso como las chicas creen.
Takanori Shimotakatani (下高谷孝則 Shimotakatani Takanori?)
Seiyu: Takahiro Mizushima
Es el novio de Ayano. Eriko y su pandilla, además de la madre y la hermana de Ayano, quieren que ambos pierdan la virginidad, casi siempre sin su consentimiento. Le enloquecen las chicas con gafas, pero está enamorado de Ayano de verdad, ya que la quiere tanto sin gafas como con ellas.
Momoka Suzuki (鈴木桃香 Suzuki Momoka ?)
Seiyu: Ai Shimizu
Es la hermana delincuente, malvada y tsundere de Yuma (Eso al principio, luego cambia). Ella odia a Yuma y a sus amigas, aunque al final se vuelve sus amigas. La razón de porqué la odia es porque de pequeña se sentía inútil al ver que su hermana siempre la protegía, y se negó a ir al mismo colegio que ella, provocando su mala relación. Suele ser confundida con una modelo, y ella lo aprovecha para manipular a la gente y tontear con chicos. Aunque diga que odia a su hermana, ella la quiere y la echa de menos cuando se va de viaje, y viceversa. Su relación con Yuma mejora progresivamente, y decide ir al mismo instituto que ella, haciendo que su relación de hermanas vuelva a ser buena.
Fumino Sato (佐藤史乃 Satō Fumino?)
Seiyu: Eri Saito
Es la atractiva hermana de Ayano. Dio a entender que ella y Ayano tienen padres diferentes.

### Otros
Daichi Takahashi (高橋大地 Tajkahashi Daichi?)
Seiyu: Hana Takeda
Es el pequeño y enojon hermano de Eriko.
Mari Saionji (西園寺マリ Saionji Mari?)
Seiyu: Mikako Takahashi
Es la rival de Akari desde secundaria, que luego se olvida esa rivalidad en el día del deporte del instituto. Es muy parecida a Eri Sawashika, de la serie School Rumble.

## Media

### Anime

#### Lista de episodios
| Episodio | Título en japonés                                        | Título en inglés                                                                  | Título en español                                                                              |
| -------- | -------------------------------------------------------- | --------------------------------------------------------------------------------- | ---------------------------------------------------------------------------------------------- |
| 01       | 女子高生はバカである。                                   | High School Girls Have Their Stupid Side                                          | Colegialas de secundaria con su lado estúpido                                                  |
| 02       | 身体検査は乙女の恥じらいの薫り。                         | Physical Examinations are the Scent of a Maiden's Shyness                         | Los exámenes físicos son el aroma de la timidez de una doncella                                |
| 03       | 恋して、ダマして、ラブホテル？                           | Fall in Love, Deceived, and then a Love Hotel?                                    | ¿Enamorada, engañada, y entonces un hotel del amor?                                            |
| 04       | 祝！咲女はいまだにブルマーです。                         | Celebrate! Even now, Our school uses Bloomers                                     | ¡Celebrar! incluso ahora, nuestros trajes de colegiala                                         |
| 05       | 水着と美少女とマッチョな先生。                           | The Swimsuit, the Beauty, and the Macho Teacher                                   | Los trajes de baño, las bellezas y el profesor macho                                           |
| 06       | 亀裂。                                                   | Cracks                                                                            | Grietas                                                                                        |
| 07       | 間違って教え子をナンパすると大変なことになるという実例。 | An example of a difficult situation where teachers mistakenly flirt with students | Un ejemplo de una situación difícil donde los profesores ligan equivocadamente con las alumnas |
| 08       | ウチらも昔は若かった。～バック・トゥ・ザ・数年前～       | In the past, we were young, too. ~Back to a few years ago~                        | En el pasado, nosotros éramos jóvenes también. Volviendo a hace unos pocos años                |
| 09       | さらば！香田あかり。                                     | Farewell, Kouda Akari                                                             | Adiós, Kouda Akari                                                                             |
| 10       | メガネ！メガネ！メガネ！                                 | Glasses! Glasses! Glasses!                                                        | ¡Gafas!, ¡Gafas!, ¡Gafas!                                                                      |
| 11       | 咲女悲恋譚。～想い、歳月を超えて～                       | Blooming Girls' Tales of Failed Love ~Feelings, Crossing Over the Years~          | Historias de colegialas enamoradas. Sentimientos, a través de los años                         |
| 12       | バカ、果てしなくバカ。                                   | Stupidity, Never Ending Stupidity                                                 | Estupidez, estupidez interminable.                                                             |